# Козелецкий колледж ветеринарной медицины
Козелецкий колледж ветеринарной медицины (укр. "Козелецький фаховий коледж ветеринарної медицини БНАУ") - высшее учебное заведение в посёлке городского типа Козелец Козелецкого района Черниговской области Украины.

## История
В 1923 году Козелец был отнесён к категории посёлков городского типа и стал районным центром, что активизировало развитие населённого пункта. 
16 октября 1925 года здесь была открыта двухлетняя сельскохозяйственная профессиональная школа (в состав которой входили два здания и учебное хозяйство с 50 га земли). Изначально школа готовила агрономов, с 1927 года начала обучение младших зоотехников.
В соответствии с первым пятилетним планом развития народного хозяйства СССР, предусматривавшим механизацию сельского хозяйства, в 1930 году сельхозшкола была расширена и преобразована в техникум с четырёхлетним сроком обучения, а в 1932 году в райцентре была открыта МТС.
В 1940 году зоотехникум выпустил 200 специалистов.
В ходе Великой Отечественной войны с 11 сентября 1941 до 17 сентября 1943 года посёлок был оккупирован немецкими войсками. В период оккупации техникум не функционировал, а его здание было повреждено при отступлении немецких войск.
Осенью 1943 года началось восстановление учебного заведения, в 1946 году количество учащихся составляло 197 человек, а к 1950 году увеличилось до 210 человек. В это время учебное заведение называлось Козелецкий зоотехнический техникум.
В соответствии с восьмым пятилетним планом развития народного хозяйства СССР для студентов техникума было построено четырехэтажное общежитие. В это же время учащиеся техникума вместе с другими жителями активно участвовали в озеленении райцентра - были высажены парк в центральной части посёлка площадью 4 гектара и комсомольский парк площадью 10 гектаров.
По состоянию на начало 1972 года Козелецкий зооветеринарный техникум подготовил 3200 специалистов. В это время в состав техникума входили учебный корпус на 600 мест, библиотека на 30 тыс. книг, учебное хозяйство (280 гектаров земли), ферма крупного рогатого скота, свиноферма, два 4-этажных общежития для студентов, спортзал, столовая, жилой дом для преподавателей, количество учащихся составляло свыше 500 человек, в распоряжении имелось 11 тракторов, а также несколько комбайнов и иных сельхозмашин. 
После провозглашения независимости Украины техникум был передан в ведение министерства сельского хозяйства и продовольствия Украины.
В марте 1995 года Верховная Рада Украины внесла Козелецкий техникум ветеринарной медицины в перечень предприятий, учреждений и организаций, приватизация которых запрещена в связи с их общегосударственным значением.
В 2006 году техникум вошёл в состав Белоцерковского государственного аграрного университета и в дальнейшем был реорганизован в Козелецкий колледж ветеринарной медицины.

## Современное состояние
Колледж является высшим учебным заведением I-II уровней аккредитации. Он осуществляет подготовку студентов по трём специальностям (ветеринария, зооветеринария и товароведение), в его состав входят учебный корпус, библиотека, два спортивных зала, общежитие, столовая и ряд иных помещений.